# ヴラーラ線
ヴラーラ線（チェコ語:Vlárská dráha）は、チェコ国鉄の鉄道線の名称である。路線番号は、クノヴィツェ以西が340、クノヴィツェ以東が341。

## 概要
ブルノ-ヴェセリー（モラヴァ）区間は幹線鉄道として分類されている一方、ヴェセリー-国境区間は地方鉄道（regionální dráha）として扱われる。1996年以来ブルノ-ブラジョヴィツェ区間では電気運転が実行されている一方、残りの区間は非電化区間であるが、完全な複線区間である。スロヴァキア区間では路線番号125番で運営されている。ボフスラヴィツェ - ヴラーラ峠のおよそ15 km区間はヴラーラ峠を貫通しながらヴラーラ川と平行に伸びる。

## 歴史
1883年11月25日にボヘミア＝モラヴィア横断鉄道の建設に関する法案が通過して、この路線は横断鉄道の一部として建設された。1884年10月22日にオーストリア＝ハンガリー国家鉄道 (k.k. Privilegierte Österreichisch-ungarische Staatseisenbahngesellschaft, StEG) はこの路線の建設免許を獲得した。当時の起点はブリュン郊外のシミツ駅（現在ブルノ・ジデニツェ駅）と決定されたが、ロシッツ駅（現在ブルノ下駅）に変更された。1888年11月9日にロシッツ駅（現在ブルノ下駅）- チェルノヴィツェ間の建設承認は商工省の告示（Kundmachung）で明示されている。
この路線の建設過程は複雑で、国家鉄道だけではなく二つの地方鉄道会社も鉄道建設に寄与した。最初に開業したのはスタレー・ムニェスト - ウヘルスキー・ブロド間で、1883年にオーストリア地方鉄道によって開業した。ビゼンツ（現在ブゼネツ） - ガーヤ（現在キヨフ）間の場合、ビゼンツ＝ガーヤ地方鉄道（Lokalbahn Bisenz–Gaya）が開通する予定であった。建設許可は1882年8月13日に与えられて、キヨフ - ブゼネツ間は1884年7月20日に国家鉄道により開業された。それは地方鉄道が国家鉄道により開通の前に合併された故であった。この路線はその後順次開業し、1888年10月28日に全通した。
ブルノの西側でイグラウ方面の鉄道が1886年に開業され、鉄道はシュトレーリッツを経てブリュン・ロシツ駅まで連結された。1877年ブリュン＝ロシツ鉄道はすでにStEGに合併されて、イグラウ - ブリュン区間はStEGにより運営されることとなった。
1927年5月15日に連結線がブルノ市の中央駅とチェルノヴィツェ駅の間に開通されて、ブルノ駅からヴラーラ峠駅へ向かった列車はチェルノブイリ駅を経由することが可能となった。
1993年1月1日にチェコとスロバキアのビロード離婚によりこの路線は新生のチェコ鉄道が引き受けた。2003年からチェコ鉄道輸送管理公団が上下分離によりこの路線を管理している。
2012年2月28日にクノヴィツェ - ヴラーラ峠区間は地域鉄道に格下げされた。2017年12月10日にヴェセリー・ミロード駅が新設されて、550 mm高さの乗降場が備えられた。

## 運行形態

### 特急「リフリーク(R)」
下記2系統が運行している。他に、ジデニツェ - ブラジョヴィツェ間には、300号線の特急も運行しているが線内はノンストップである。
- プラハ - スタレー・ムニェスト - ウヘルスケー・フラヂシチェ - ヴェセリー
一日1往復「スロヴァーツキー・エクスプレス」号が運行している。スタレー・ムニェスト以北は330号線に直通する。
2017年以前は、「ショハイ」号の愛称で運行していて、またヴェセリー方面に限りノヴァー・ヴェス、オストロフに停車していた。
2016年以前はインターシティ(IC)として運行していた。

- プラハ - スタレー・ムニェスト - ルハチョヴィツェ
2時間に1本運行している。スタレー・ムニェスト以北は330号線に直通する。北行片道1本のみウーイェズデツ通を通過する。
過去の運行状況
2016年以前はウーイェズデツを通過し、ルハチョヴィツェ行片道1本が、週1日に限りクノヴィツェに停車し、ブルノ発の快速ヤヴォルジナ号と接続していた。
2016年末に全列車ウーイェズデツ停車となり、特別リフリーク(Rx)に格上げされた。
2018年末に、再びリフリーク(R)の種別に戻った。
2019年末に、全列車クノヴィツェ通過となった。
2021年度に限り、北行片道1本のみウーイェズデツ通過となった。

### 快速「スピェシニー(Sp)」
- ブルノ本駅 - チェルノヴィツェ - ウヘルスケー・フラヂシチェ - スタレー・ムニェスト　　※チェコ鉄道による運行
2時間に1本運行している。チェルノヴィツェは、一部を除き大部分が通過する。また、金曜日にのみ運行されるスタレー・ムニェスト行の列車が1本だけあり、この列車はネモチツェを通過する。
2019年度に限り、ジデニツェ発着で、ブルノ本駅に乗り入れていなかった。
過去の運行形態
2018年以前は、シラパニツェ停留所が全列車通過、ノヴァー・ヴェス温泉駅が一部停車であった。また、金曜運行便が「ヤヴォルジナ」号の愛称で運行していた。この列車はジデニツェに停車していた他、ブチョヴィツェ、ネソヴィツェ、キヨフ停留所、ヴラツォフを通過し、クノヴィツェ以南はヴラールスキー・プルースミクへ直通していて、クノヴィツェ停留所以南の各駅に停車していた。ヴラールスキー・プルースミクでトレンチャンスカ・テプラー方面の列車に接続していた。
2019年度に限り、ジデニツェ発着で、ブルノ本駅に乗り入れていなかった。ヤヴォルジナ号は250号線からの直通で、クラーロヴォ・ポレ始発であった。
2019年末に、ノヴァー・ヴェス温泉駅は全列車通過となった。ヤヴォルジナ号はスラヴコフ通過、ブチョヴィツェ停車となった。また、クノヴィツェ以南は、クノヴィツェ駅、ブロド、ボイコヴィツェ、ボイコヴィツェ町、スラヴィチーン、ビルニツェ、スヴァリー・シチェパーンにのみ停車する様になった。
2021年末に、ヤヴォルジナ号をクノヴィツェで分割し、愛称無しの快速となった。北側は、スラヴコフ、ネソヴィツェ、キヨフ停留所、ヴラツォフに停車する様になった。
2023年度に、シラパニツェ停留所に停車する列車が設定された。

- ブルノ本駅 - クノヴィツェ - ボイコヴィツェ ( ← ボイコヴィツェ町 )　　※チェコ鉄道による運行
一日1往復運行される。クノヴィツェ以南各駅に停車するが、南行はヴェースキを通過する。
過去の運行形態
2019年度に限り、ジデニツェ発着で、ブルノ行片道1本（ヴェセリー始発を含めると3本）がジデニツェ経由でブルノ本駅に乗り入れていた。
2019年以前は一日2往復運行していて、うち1.5往復がビルニツェ発着、北行の片道1本がウヘルスケー・フラヂシチェを経由していた。
2019年末に一日1往復に減便された他、ボイコヴィツェ - ビルニツェ間短縮、ウヘルスケー・フラヂシチェを経由しなくなった。また、南行はヴェースキ通過となった。

- ウヘルスケー・フラヂシチェ → ビルニツェ　【日曜運行】　※チェコ鉄道による運行
週1本の運行。フラヂシチェ、ブロドとボイコヴィツェ以南の各駅に停車する。
過去の運行形態
2021年以前は金曜運行で、ヴラールスキー・プルースミクまで直通していた。ブルノ始発の「ヤヴォルジナ」号の一部であった。2021年以前の詳細はブルノ発着便の項目を参照。
2021年末に、ウヘルスケー・フラヂシチェ始発となり、日曜運行に変更された。ボイコヴィツェ以南は各駅停車となった。
2023年度に、ビルニツェ終着に短縮された。

- ヤヴォルジナ号：　ヴラールスキー・プルースミク → クノヴィツェ → ブルノ本駅　【日曜運行】　　※チェコ鉄道による運行
週1本の運行。ヴラールスキー・プルースミクでトレンチャンスカ・テプラー方面の列車から接続を受ける。ブゼネツ以北は停車駅が少なく、キヨフのみに停車する。クノヴィツェ以南は、スヴァリー・シチェパーン、ビルニツェ、スラヴィチーン、ボイコヴィツェ町、ボイコヴィツェ、ウーイェズデツ、ブロド、クノヴィツェ駅に停車する。
過去の運行形態
2018年以前は、ヴェセリー以南普通列車として運行し、またブゼネツを通過していた。
2019年度に限り、ジデニツェ以北250号線に乗り入れ、クラーロヴォ・ポレ終着であった。
2019年末に、チェルノヴィツェ経由、ブゼネツ停車、全区間快速となった。

- スタレー・ムニェスト - ビルニツェ　　※アリヴァ列車による運行
平日は、スタレー・ムニェスト発ビルニツェ行3本/ボイコヴィツェ町行1本、スタレー・ムニェスト行がビルニツェ発2本の運行。このうちビルニツェ発着便のうち1本は、金曜日に南行がヴラールスキー・プルースミクまで延長される。休日は、スタレー・ムニェスト発ビルニツェ行2本/ボイコヴィツェ町行1本、ビルニツェ発スタレー・ムニェスト行2本の運行。土曜日には、スタレー・ムニェスト発ヴラールスキー・プルースミク行も一日2本運行される。
過去の運行形態
2019年末に、運行を開始した。当初はスタレー・ムニェスト発ビルニツェ行片道1本の運行であった。
2020年末に増発され、南行はビルニツェ行2本、ボイコヴィツェ行1本の運行で、北行はビルニツェ発1本の運行であった。ただし休日はスタレー・ムニェスト発ビルニツェ行のみ1本の運行であった。
2021年末に、ボイコヴィツェ行がピチーン（金曜はプルースミク）まで延伸された他、ピチーン（金曜はビルニツェ）発スタレー・ムニェスト行が1本設定された。また休日にもビルニツェ発スタレー・ムニェスト行が2本設定された。
2023年度に、スタレー・ムニェスト - ボイコヴィツェ町間に、南行1本が新設された。
2025年度より、平日のピチーン停留所発着の1往復がビルニツェまで延伸となった。土曜日のビルニツェ行1本、ピチーン停留所行1本がヴラールスキー・プルースミクまで延伸となった。また、休日のビルニツェ行が1本増発された。

- ビルニツェ → ヴラールスキー・プルースミク　【日曜運行】　※チェコ鉄道による運行
日曜日限定で、一日1本の運行。
過去の運行形態
2017年以前は普通列車としての運行であった。毎日運行で、一日5往復運行していた。
2018,19年度は、週1往復に減便された。快速と合わせて、金曜日と日曜日のみ週2往復の運行となっていた。ヴラールスキー・プルースミクで、テプラー方面の列車と接続していた。
2019年末に休止。この区間は超特急と快速のみの運行となった。
2023年度に、快速の運行区間短縮に伴い、一日1本の普通列車の運行が再開された。
2025年度より、快速に格上げとなった。

### 普通
区間毎に運転系統が分かれる。
- ブルノ本駅 - チェルノヴィツェ - ウヘルスケー・フラヂシチェ　※チェコ鉄道による運行
2時間に1本の運行。チェルノヴィツェは大部分が通過する（早朝のブルノ行8本と、午後のフラヂシチェ方面行2本のみ停車）。
2019年度に限り、ジデニツェを経由していた。2022年度以前は、全列車マレフィに停車していた。

- (ブルノ本駅 → ) ジデニツェ - ネモチツェ ( → ウヘルスケー・フラヂシチェ )　※チェコ鉄道による運行
早朝・深夜に、ブルノ本駅発着の列車が運行される。平日の午後にも、1時間に1本運行し、東行はブルノ本駅始発であるが、西行はジデニツェ止まりとなる。この午後の列車の多くは、ポニェトヴィツェを通過し、東行はシラパニツェ駅を、西行はシラパニツェ停留所を通過する。
過去の運行形態
2018年以前は上下ともブルノ本駅まで直通していた他、平日午後のネモチツェ発着のみ運行していた。上下とも、シラパニツェ駅に停車していた（シラパニツェ停留所は未開業）。
2018年末に、ジデニツェ以東に短縮された。シラパニツェ通過となり、代わりにシラパニツェ停留所に停車となった。
2019年末に、東行のみブルノ本駅始発となった他、早朝・深夜の便が新設され、ウヘルスケー・フラヂシチェまで運行される様になった。西行が、シラパニツェ停留所通過、シラパニツェ駅停車となった。

- ヴェセリー・ナド・モラヴォウ - ウヘルスケー・フラヂシチェ - スタレー・ムニェスト　※アリヴァ列車による運行
平日一日8往復、休日は早朝・深夜のみの運行。大部分がフラヂシチェ発着となるが、2.5往復に限りスタレー・ムニェスト発着となる。
過去の運行形態
2019年末に運行を開始した。2020,21年度は平日の本数が多く、1-4時間に1本運行していた他、西行に限り大部分がスタレー・ムニェスト始発であった。
2022年度に一日6往復（スタレームニェスト発着1.5往復）の運行となった。
2023年度に一日7往復（スタレームニェスト発着2往復）となった。
2024年度より、スタレー・ムニェスト発着は一日1.5往復（休日1往復）となった。
2025年度より、一日8往復に増発された。スタレー・ムニェスト発着は一日2.5往復（休日1往復）となった。

- スタレー・ムニェスト - ビルニツェ　　※アリヴァ列車による運行
1時間に1本の運行。ただし、ボイコヴィツェ町 - ビルニツェ間は本数が半減し、2時間に1本運行となる。ウヘルスキー・ブロドで、プラハ方面特急と接続するダイヤになっている。
過去の運行形態
2017年以前は、ビルニツェ発着便がウーイェズデツで2つの系統に分離されていた他、休日は全線で2時間に1本の運行であった。また、チェコ鉄道による運行であった。
2017年末に、ウーイェズデツ以南の列車が、ウヘルスキー・ブロドまで延長された。
2019年末に、アリヴァ列車による運行となり、スタレー・ムニェスト - ブロドの列車は南行に限りフラヂシチェで系統が分離された。一方、休日の本数が増発され、ブロド以北は1時間に1本運行する様になった。
2021年度より、金曜日に限り、一日1本がヴラールスキー・プルースミク始発となった。
2023年度に、スタレームニェスト/フラヂシチェ - ブロドの列車とブロド - ビルニツェの列車が統合された。
2025年度より、ヴラールスキー・プルースミク始発の列車がビルニツェ始発に区間短縮となった。

- ヴラールスキー・プルースミク → ビルニツェ　【金・土曜運行】　※アリヴァ列車による運行
金曜日に一日1本、土曜日に一日2本運行する。
2025年度より運行を開始した。

- ウーイェズデツ - ルハチョヴィツェ　　※アリヴァ列車による運行
2時間に1本の運行。ウーイェズデツで、フラヂシチェ方面・ビルニツェ方面双方の普通に接続する。
2019年以前はチェコ鉄道により運行していた。

- ヴラールスキー・プルースミク - ホルネー・スルニェ - トレンチャンスカ・テプラー　※スロバキア国鉄による運行
ホルネー・スルニェ - トレンチャンスカ・テプラー間は、2時間に1本の運行。このうち、国境を越えてヴラールスキー・プルースミクに乗り入れる便は、金曜日と日曜日の週2往復に限定される。[9]
2022年度以前は、午前中4時間間隔の空く時間帯があった。

### 過去の運行種別
- 超特急「インターシティ(IC)」
一日1往復、プラハ - スタレー・ムニェスト - ウヘルスケー・フラヂシチェ - ヴェセリー間に「ショハイ」号が運行していた。スタレー・ムニェスト以北は330号線に直通していた。2016年末に、特別リフリーク(Rx)に格下げとなった。
- 特急「リフリーク(R)」
2時間に1本、プラハ - スタレー・ムニェスト - ルハチョヴィツェ間運行していた。スタレー・ムニェスト以北は330号線に直通していた。2016年末に、特別リフリーク(Rx)に格上げとなった。

- 超特急「アリヴァ・エクスプレス(AEx)」
  - プラハ - スタレー・ムニェスト - テプラー - ニトラ
2016年3月に運行を開始し、当時は土曜日にトレンチーン行、日曜日にプラハ行の週1往復のみの運行であった。スタレー・ムニェスト以北は330号線に、テプラー以南はスロバキア国鉄120号線直通していた。途中、フラヂシチェ、ブロド、ボイコヴィツェ町、スラヴィチーンのみに停車していた。12月に週2往復に増発された。
2016年12月に週2往復に増発され、2017年4月以降は一日1往復（週3日、および夏季は一日2往復）まで増発された。
2017年12月以降、一日1往復（週2日に限り一日2往復）の運行となった。
2018年末に、ネムショヴァーへの停車を開始した。
2019年末に一日1往復となった後、2020年春より一日2往復の運行となった。
2020年末に運行休止。

### 臨時列車
- ストラージニツェ民俗祭運行列車（340号線）：　ヴェセリー - ウヘルスケー・フラヂシチェ　【夏季の年2日運行】
一日1往復の運行。フラヂシチェ方面は、343号線のストラージニツェ始発となる。フラヂシチェ方面はオストロジスカー・ノヴァー・ヴェス温泉以外の各駅に停車するが、ヴェセリー方面は途中ノンストップで運行する。

- ストラージニツェ民俗祭運行列車（340号線）：　キヨフ - ヴェセリー - ストラージニツェ　【夏季の年2日運行】
一日1往復の運行。ヴェセリー以南は、343号線に直通する。ストラージニツェ方面行はキヨフ - ヴェセリー間ノンストップであるが、キヨフ方面行は各駅に停車する。2020年運行。

- 聖ホスティーン巡礼列車（340号線）
大晦日の夜、ホドニーン - ヴェセリー - スタレー・ムニェスト - ビストルジツェ間に、年1往復の運行。フラヂシチェ以東では、下記ボイコヴィツェ発着車両を併結する。ヴェセリー以西は343号線に、スタレー・ムニェスト以東は330号線に直通する。340号線内は、オストロジスカー・ノヴァー・ヴェス温泉以外の各駅に停車する。

- 聖ホスティーン巡礼列車（341号線）
大晦日の夜、ビストルジツェ - スタレー・ムニェスト - ボイコヴィツェ間に、年1往復の運行。フラヂシチェ以東では、上記ホドニーン発着車両を併結し、スタレー・ムニェスト以東は330号線に直通する。341号線内は各駅に停車する。

## 駅一覧
以下では、チェコ国鉄340,341号線の駅と営業キロ、停車列車、接続路線などを一覧表で示す。
- 種別
  - IC：超特急
  - R：特急
  - Sp：快速
  - Os：普通
- 停車駅
  - ■印：全列車停車
  - ●印：一部通過
  - ↓○印：ヴェセリー行は停車、プラハ行は通過
  - ○印：一部停車
  - ｜印：全列車通過

### ブルノ～チェルノヴィツェ～スラチナ間
| 路線名 | 駅名                       | 駅間営業キロ | 累計営業キロ | Sp | Os | 接続路線                                                                                          | 所在地         | 所在地   |
| ------ | -------------------------- | ------------ | ------------ | -- | -- | ------------------------------------------------------------------------------------------------- | -------------- | -------- |
| 340    | ブルノ本駅                 | -            | 0.0          | ■  | ■  | 240号線（プルゼニ方面）、244号線（ボフチツェ方面） 251号線（ヴィーン/ブダペスト方面、プラハ方面） | 南モラヴィア州 | ブルノ市 |
| 340    | ブルノ・チェルノヴィツェ駅 | 5.3          | 5.3          | ○  | ○  |                                                                                                   | 南モラヴィア州 | ブルノ市 |
| 340    | ブルノ・スラチナ駅         | 4.8          | 10.1         | ○  | ●  | ウヘルスケー・フラヂシチェ方面、ジデニツェ方面                                                    | 南モラヴィア州 | ブルノ市 |

### ブルノ～ウヘルスケー・フラヂシチェ間
| 路線名 | 駅名                                                         | 駅間営業キロ | 累計営業キロ       | 累計営業キロ       | R  | Sp | Os | 接続路線                                                                              | 所在地         | 所在地                       |
| ------ | ------------------------------------------------------------ | ------------ | ------------------ | ------------------ | -- | -- | -- | ------------------------------------------------------------------------------------- | -------------- | ---------------------------- |
| 260    | ブルノ本駅                                                   | -            |                    | ブルノ本駅から 0.0 |    |    | ■  | 240号線（プルゼニ方面）、244号線（ボフチツェ方面） 251号線（ブダペスト/ヴィーン方面） | 南モラヴィア州 | ブルノ市                     |
| 340    | ジデニツェ駅                                                 | 2.5          |                    | 2.5                |    |    | ■  | 251号線（ジドロホヴィツェ方面、プラハ方面）                                           | 南モラヴィア州 | ブルノ市                     |
| 340    | ブルノ・スラチナ駅                                           | 5.6          | ブルノ下駅から 6.1 | 8.1                |    | ○  | ●  |                                                                                       | 南モラヴィア州 | ブルノ市                     |
| 340    | シラパニツェ停留所（2018年12月開業）                         | 3.2          | 9.3                | 11.3               |    | ○  | ●  |                                                                                       | 南モラヴィア州 | ブルノ・ヴェンコフ郡         |
| 340    | シラパニツェ駅                                               | 1.1          | 10.4               | 12.4               |    | ｜ | ●  |                                                                                       | 南モラヴィア州 | ブルノ・ヴェンコフ郡         |
| 340    | ポニェトヴィツェ駅                                           | 2.2          | 12.6               | 14.6               |    | ｜ | ●  |                                                                                       | 南モラヴィア州 | ブルノ・ヴェンコフ郡         |
| 340    | ブラジョヴィツェ駅                                           | 3.7          | 16.3               | 18.3               |    | ｜ | ●  | 300号線                                                                               | 南モラヴィア州 | ブルノ・ヴェンコフ郡         |
| 340    | クルジェノヴィツェ下駅                                       | 4.2          | 20.5               | 22.5               |    | ｜ | ■  |                                                                                       | 南モラヴィア州 | ヴィシコフ郡                 |
| 340    | スラヴコフ・ウ・ブルナ駅                                     | 3.2          | 23.7               | 25.7               |    | ●  | ■  |                                                                                       | 南モラヴィア州 | ヴィシコフ郡                 |
| 340    | クルジジャノヴィツェ駅                                       | 4.7          | 28.4               | 30.4               |    | ｜ | ■  |                                                                                       | 南モラヴィア州 | ヴィシコフ郡                 |
| 340    | マレフィ駅                                                   | 2.9          | 31.3               | 33.3               |    | ｜ | ●  |                                                                                       | 南モラヴィア州 | ヴィシコフ郡                 |
| 340    | ブチョヴィツェ駅                                             | 2.0          | 33.3               | 35.3               |    | ●  | ■  |                                                                                       | 南モラヴィア州 | ヴィシコフ郡                 |
| 340    | ネヴォイツェ駅                                               | 3.8          | 37.1               | 39.1               |    | ｜ | ●  |                                                                                       | 南モラヴィア州 | ヴィシコフ郡                 |
| 340    | ネソヴィツェ駅                                               | 2.9          | 40.0               | 42.0               |    | ●  | ■  |                                                                                       | 南モラヴィア州 | ヴィシコフ郡                 |
| 340    | ブランコヴィツェ駅                                           | 4.1          | 44.1               | 46.1               |    | ○  | ■  |                                                                                       | 南モラヴィア州 | ヴィシコフ郡                 |
| 340    | ネモチツェ駅                                                 | 3.6          | 47.7               | 49.7               |    | ●  | ■  |                                                                                       | 南モラヴィア州 | ヴィシコフ郡                 |
| 340    | イェストルジャビツェ駅                                       | 6.0          | 53.7               | 55.7               |    | ○  | ●  |                                                                                       | 南モラヴィア州 | ホドニーン郡                 |
| 340    | ボフスラヴィツェ・ウ・キヨヴァ駅                             | 4.3          | 58.0               | 60.0               |    | ○  | ●  |                                                                                       | 南モラヴィア州 | ホドニーン郡                 |
| 340    | キヨフ駅                                                     | 4.4          | 62.4               | 64.4               |    | ■  | ■  |                                                                                       | 南モラヴィア州 | ホドニーン郡                 |
| 340    | キヨフ停留所                                                 | 2.0          | 64.4               | 66.4               |    | ●  | ■  |                                                                                       | 南モラヴィア州 | ホドニーン郡                 |
| 340    | ヴルコシ駅                                                   | 5.8          | 70.2               | 72.2               |    | ○  | ■  |                                                                                       | 南モラヴィア州 | ホドニーン郡                 |
| 340    | ヴラツォフ駅                                                 | 4.1          | 74.3               | 76.3               |    | ●  | ■  |                                                                                       | 南モラヴィア州 | ホドニーン郡                 |
| 340    | ブゼネツ駅                                                   | 3.4          | 77.7               | 79.7               |    | ■  | ■  | 342号線（ピーセク方面）                                                               | 南モラヴィア州 | ホドニーン郡                 |
| 340    | ヴェセリー・ナド・モラヴォウ駅                               | 10.1         | 87.8               | 89.8               | ■  | ■  | ■  | 343号線（ホドニーン方面、ヴェルカー方面）                                             | 南モラヴィア州 | ホドニーン郡                 |
| 340    | ヴェセリー・ナド・モラヴォウ・ミロコシチ駅（2017年12月開業） | 2.2          | 90.0               | 92.0               | ｜ | ｜ | ●  |                                                                                       |                | ホドニーン郡                 |
| 340    | ウヘルスキー・オストロフ駅                                   | 1.7          | 91.7               | 93.7               | ｜ | ■  | ■  |                                                                                       | ズリーン州     | ウヘルスケー・フラヂシチェ郡 |
| 340    | オストロジスカー・ノヴァー・ヴェス駅                         | 4.0          | 95.7               | 97.7               | ｜ | ■  | ■  |                                                                                       | ズリーン州     | ウヘルスケー・フラヂシチェ郡 |
| 340    | オストロジスカー・ノヴァー・ヴェス温泉駅                     | 1.1          | 96.8               | 98.8               | ｜ | ｜ | ●  |                                                                                       | ズリーン州     | ウヘルスケー・フラヂシチェ郡 |
| 340    | クノヴィツェ停留所                                           | 2.6          | 99.4               | 101.4              | ｜ | ■  | ■  | 341号線（ビルニツェ方面）                                                             | ズリーン州     | ウヘルスケー・フラヂシチェ郡 |
| 341    | ウヘルスケー・フラヂシチェ駅                                 | 3.3          |                    | 104.7              | ■  | ■  | ■  | 341号線（ビルニツェ方面）                                                             | ズリーン州     | ウヘルスケー・フラヂシチェ郡 |
| 341    | スタレー・ムニェスト・ウ・ウヘルスケーホ・フラヂシチェ駅     | 5.0          |                    | 109.7              | ■  | ■  | ■  | 330号線（ブルジェツラフ方面、プラハ方面）                                             | ズリーン州     | ウヘルスケー・フラヂシチェ郡 |

### スタレー・ムニェスト～トレンチャンスカー・テプラー間
| 路線名 | 駅名                                                     | 駅間営業キロ | 累計営業キロ         | 累計営業キロ         | 累計営業キロ      | R  | Sp | Os | 接続路線                                                              | 所在地         | 所在地                       |
| ------ | -------------------------------------------------------- | ------------ | -------------------- | -------------------- | ----------------- | -- | -- | -- | --------------------------------------------------------------------- | -------------- | ---------------------------- |
| 341    | スタレー・ムニェスト・ウ・ウヘルスケーホ・フラヂシチェ駅 | -            |                      | クノヴィツェから 7.1 | テプラーから 81.8 | ■  | ■  | ■  | 330号線（ブルジェツラフ方面、プラハ/ワルシャワ方面）                  | ズリーン州     | ウヘルスケー・フラヂシチェ郡 |
| 341    | ウヘルスケー・フラヂシチェ駅                             | 5.0          |                      | 2.1                  | 76.8              | ■  | ■  | ■  | 340号線（ブルノ方面）                                                 | ズリーン州     | ウヘルスケー・フラヂシチェ郡 |
| 341    | クノヴィツェ駅                                           | 2.1          | ブルノ下駅から 101.4 | 0.0                  | 74.7              | ｜ | ○  | ●  | 340号線（ブルノ方面）                                                 | ズリーン州     | ウヘルスケー・フラヂシチェ郡 |
| 341    | ヴェースキ駅                                             | 2.6          | 104.0                | 2.6                  | 72.1              | ｜ | ○  | ●  |                                                                       | ズリーン州     | ウヘルスケー・フラヂシチェ郡 |
| 341    | ポポヴィツェ・ウ・ウヘルスケーホ・フラヂシチェ駅         | 2.1          | 106.1                | 4.7                  | 70.0              | ｜ | ○  | ■  |                                                                       | ズリーン州     | ウヘルスケー・フラヂシチェ郡 |
| 341    | フラッチョヴィツェ駅                                     | 3.8          | 109.9                | 8.5                  | 66.2              | ｜ | ○  | ■  |                                                                       | ズリーン州     | ウヘルスケー・フラヂシチェ郡 |
| 341    | ハヴルジツェ駅                                           | 4.1          | 114.0                | 12.6                 | 62.1              | ｜ | ○  | ■  |                                                                       | ズリーン州     | ウヘルスケー・フラヂシチェ郡 |
| 341    | ウヘルスキー・ブロド駅                                   | 2.2          | 116.2                | 14.8                 | 59.9              | ■  | ■  | ■  |                                                                       | ズリーン州     | ウヘルスケー・フラヂシチェ郡 |
| 341    | ウーイェズデツ・ウ・ルハチョヴィツ駅                     | 3.4          | 119.6                | 18.2                 | 56.5              | ■  | ○  | ■  | ルハチョヴィツェ方面                                                  | ズリーン州     | ウヘルスケー・フラヂシチェ郡 |
| 341    | シュミツェ駅                                             | 3.0          | 122.6                | 21.2                 | 53.5              |    | ○  | ■  |                                                                       | ズリーン州     | ウヘルスケー・フラヂシチェ郡 |
| 341    | ネズデニツェ駅                                           | 2.2          | 124.8                | 23.4                 | 51.3              |    | ○  | ■  |                                                                       | ズリーン州     | ウヘルスケー・フラヂシチェ郡 |
| 341    | ザーホロヴィツェ駅                                       | 2.4          | 127.2                | 25.8                 | 48.9              |    | ○  | ■  |                                                                       | ズリーン州     | ウヘルスケー・フラヂシチェ郡 |
| 341    | ボイコヴィツェ駅                                         | 2.2          | 129.4                | 28.0                 | 46.7              |    | ■  | ■  |                                                                       | ズリーン州     | ウヘルスケー・フラヂシチェ郡 |
| 341    | ボイコヴィツェ町駅                                       | 1.4          | 130.8                | 29.4                 | 45.3              |    | ■  | ■  |                                                                       | ズリーン州     | ウヘルスケー・フラヂシチェ郡 |
| 341    | ピチーン停留所                                           | 2.7          | 133.5                | 32.1                 | 42.6              |    | ●  | ■  |                                                                       | ズリーン州     | ウヘルスケー・フラヂシチェ郡 |
| 341    | ホスチェチーン駅                                         | 6.0          | 139.5                | 38.1                 | 36.6              |    | ●  | ■  |                                                                       | ズリーン州     | ウヘルスケー・フラヂシチェ郡 |
| 341    | スラヴィチーン駅                                         | 4.5          | 144.0                | 42.6                 | 32.1              |    | ■  | ■  |                                                                       | ズリーン州     | ズリーン郡                   |
| 341    | ヂヴニツェ駅                                             | 3.1          | 147.1                | 45.7                 | 29.0              |    | ●  | ■  |                                                                       | ズリーン州     | ズリーン郡                   |
| 341    | ボフスラヴィツェ・ナド・ヴラールジー駅                   | 1.3          | 148.4                | 47.0                 | 27.7              |    | ●  | ■  |                                                                       | ズリーン州     | ズリーン郡                   |
| 341    | ポポフ駅                                                 | 5.1          | 153.5                | 52.1                 | 22.6              |    | ●  | ■  |                                                                       | ズリーン州     | ズリーン郡                   |
| 341    | ビルニツェ駅                                             | 4.3          | 157.8                | 56.4                 | 18.3              |    | ■  | ■  | 283号線（ホルニー・リデチ方面）                                       | ズリーン州     | ズリーン郡                   |
| 341    | スヴァティー・シチェパーン駅                             | 3.1          | 160.9                | 59.5                 | 15.2              |    | ■  | ■  |                                                                       | ズリーン州     | ズリーン郡                   |
| 341    | ヴラールスキー・プルースミク駅                           | 2.0          | 162.9                | 61.5                 | 13.2              |    | ■  | ■  |                                                                       | ズリーン州     | ズリーン郡                   |
| 123    | ホルネー・スルニェ駅                                     | 5.5          | 168.4                | 67.0                 | 7.7               |    |    | ■  |                                                                       | トレンチーン県 | トレンチーン郡               |
| 123    | ネムショヴァー駅                                         | 4.0          | 172.4                | 71.0                 | 3.7               |    |    | ■  |                                                                       | トレンチーン県 | トレンチーン郡               |
| 123    | トレンチャンスカー・テプラー駅                           | 3.7          | 176.1                | 74.7                 | 0.0               |    |    | ■  | 120号線（ブラチスラヴァ方面、コシツェ方面） 122号線（テプリツェ方面） | トレンチーン県 | トレンチーン郡               |

### ウーイェズデツ・ウ・ルハチョヴィツ間
| 路線名 | 駅名                                 | 駅間営業キロ | 累計営業キロ | R  | Os | 接続路線                     | 所在地         | 所在地                       |
| ------ | ------------------------------------ | ------------ | ------------ | -- | -- | ---------------------------- | -------------- | ---------------------------- |
| 341    | ウーイェズデツ・ウ・ルハチョヴィツ駅 | -            | 0.0          | ■  | ■  | フラヂシチェ・ビルニツェ方面 | 南モラヴィア州 | ウヘルスケー・フラヂシチェ郡 |
| 341    | ポリフノ駅                           | 4.6          | 4.6          | ｜ | ■  |                              | 南モラヴィア州 | ズリーン郡                   |
| 341    | ビスクピツェ・ウ・ルハチョヴィツ駅   | 1.2          | 5.8          | ｜ | ■  |                              | 南モラヴィア州 | ズリーン郡                   |
| 341    | ルハチョヴィツェ駅                   | 3.8          | 9.6          | ■  | ■  |                              | 南モラヴィア州 | ズリーン郡                   |